# نشان پیروزی
نشان پیروزی (به روسی: Орден "Победa") نشانی برای خدمت در اتحاد جماهیر سوسیالیستی شوروی در زمان جنگ جهانی دوم است و یکی از نایاب‌ترین نشان‌های جهان است که به ژنرال‌ها و مارشال‌هایی که موفق به انجام یک یا چندین عملیات رزمی شده بودند اختصاص داشت.

## دریافت کنندگان
- گئورگی ژوکوف (۱۰ آوریل ۱۹۴۴)  اتحاد جماهیر شوروی
- الکساندر واسیلوسکی (۱۰ آوریل ۱۹۴۴)  اتحاد جماهیر شوروی
- ژوزف استالین (۱۰ آوریل ۱۹۴۴)  اتحاد جماهیر شوروی
- کنستانتین روکوسوفسکی (۳۰ مارس ۱۹۴۵)  اتحاد جماهیر شوروی
- ایوان کونف (۳۰ مارس ۱۹۴۵)  اتحاد جماهیر شوروی
- الکساندر واسیلوسکی (۱۹ آوریل ۱۹۴۵)  اتحاد جماهیر شوروی
- رودیون مالینوفسکی (۲۶ آوریل ۱۹۴۵)  اتحاد جماهیر شوروی
- گئورگی ژوکوف (۳۱ مه ۱۹۴۵)  اتحاد جماهیر شوروی
- سیمیون تیموشنکو (۴ ژوئن ۱۹۴۵)  اتحاد جماهیر شوروی
- برنارد لاو مونت‌گومری (۵ ژوئن ۱۹۴۵)  بریتانیا
- دوایت آیزنهاور (۱۰ ژوئن ۱۹۴۵)  ایالات متحده آمریکا
- ژوزف استالین (۲۶ ژوئن ۱۹۴۵)  اتحاد جماهیر شوروی
- میخاییل اول رومانی (۶ ژوئیه ۱۹۴۵)  پادشاهی رومانی
- یوسیپ بروز تیتو (۹ سپتامبر ۱۹۴۵)  جمهوری فدرال سوسیالیستی یوگسلاوی
- لئونید برژنف (۲۰ فوریه ۱۹۷۸)  اتحاد جماهیر شوروی